# Федосов, Евгений Александрович
Евге́ний Алекса́ндрович Федо́сов (род. 14 мая 1929 года, Москва) — советский и российский учёный, доктор технических наук, специалист в области процессов управления авиационной техникой, академик РАН, научный руководитель Государственного научно-исследовательского института авиационных систем (ГосНИИАС). Герой Социалистического Труда (1983). Лауреат Ленинской премии (1976).
Под руководством и при непосредственном участии Федосова разработаны комплексы вооружения и управления: истребительных и ударных авиационных комплексов МиГ, Су, Ту, Як; ЗРК «Даль», «Оса», «Круг», «Куб», С-125 и С-300; системы ПРО А-35; боевых вертолётов Ми и Ка, а также ряда управляемых ракет класса «воздух — воздух» и «воздух — поверхность».

## Биография
Окончил МГТУ имени Н. Э. Баумана в 1952 году. С 1953 по 1954 год — старший лаборант там же
С 1954 по 1959 год работал в НИИ-2 на инженерных должностях. В 1956 году защитил диссертацию кандидата технических наук.
С 1959 по 1970 год — заместитель руководителя института. В 1967 году защитил диссертацию доктора технических наук, в 1969 году — присвоено звание профессора.
В 1970—2001 годах — начальник ГосНИИАС, сменил в этой должности В. А. Джапаридзе. Одновременно работал заведующим кафедрой Московского физико-технического института. 15 марта 1979 года избран членом-корреспондентом АН СССР по Отделению механики и процессов управления, 26 декабря 1984 года избран академиком АН СССР.
С 1988 года — заведующий кафедрой в МИРЭА.
В 2001—2006 годах — генеральный директор ГосНИИАС, с 2006 года — научный руководитель — первый заместитель генерального директора. С апреля 2009 года — генеральный секретарь, позднее — член Наблюдательного совета Союза авиапроизводителей России.

## Награды
Российской Федерации
- Орден «За заслуги перед Отечеством» I степени (2024). Орден по указу № 325 от 10 мая 2024 вручён 15 мая 2024 года.
- Орден «За заслуги перед Отечеством» III степени (2004)
- Орден Почёта (2011)
- Орден «За честь и доблесть» (2003)[3]
- «Заслуженный деятель науки Российской Федерации» (1996)[2][5]
- Премия Правительства Российской Федерации по спецтехнике (2001)[14]

СССР
- Герой Социалистического Труда (1983)
- Лауреат Ленинской премии (1976)
- Два ордена Ленина (1977, 1983)
- Орден «Знак Почёта» (1966)
- Золотая медаль имени Б. Н. Петрова АН СССР (1989)

### Книги
- Системы управления конечным положением в условиях противодействия среды / Е. А. Федосов, В. В. Инсаров, О. С. Селивохин. — М. : Наука, 1989. — 271,[1] с. : ил.; 22 см; ISBN 5-02-014104-6 (В пер.)
- Динамическое проектирование систем управления автоматических манёвренных летательных аппаратов : [Учеб. пособие для авиац. специальностей втузов / Е. А. Федосов и др.]; Под ред. Е. А. Федосова. — М. : Машиностроение, 1997. — 344,[1] с. : ил.; 22 см; ISBN 5-217-02525-0
- Интеллектное управление динамическими системами / С. Н. Васильев, А. К. Жерлов, Е. А. Федосов, Б. Е. Федунов. — М.: Физматлит, 2000. — 351, [1] с. : ил., табл.; 22 см; ISBN 5-9221-0050-5

### Редакторская деятельность
- Машиностроение: энциклопедия в 40 томах. Том 1-4 Автоматическое управление. Теория. Красовский А.А., Попов Е.П., Астапов Ю.М., Белоглазов И.Н., Буков В.Н., Бутковский А.Г., Володин В.В., Емельянов С.В., Желтов С.Ю., Земляков С.Д., Казаков И.Е., Коровин С.К., Красильщиков М.Н., Крутько П.Д., Малышев В.В., Медведев В.С., Огинский А.А., Рутковский В.Ю., Себряков Г.Г., Семенов А.В. и др.; под ред. Е. А. Федосова. — Москва : Машиностроение, 2000[15]. - 688 c.; ISBN 5-217-02817-3
- Системы управления вооружением истребителей = Fighter weapon control systems : основы интеллекта многофункцион. самолёта / [Л. Е. Баханов Л. Е. и др.]; под ред. Е. А. Федосова. — Москва : Машиностроение, 2005 (М. : Типография <Новости>). — 398, [1] с. : ил., табл.; 24 см. — (Вооружение и военная техника : справ. б-ка разработчика-исследователя / Рос. акад. ракет. артиллер. наук; 1).; ISBN 5-217-03316-9
- Спутниковые навигационные системы: современное состояние и перспективы развития : аналитич. обзор по материал. зарубеж. информац. источн. / ФГУП «ГосНИИАС»; сост. Н. В. Павлов; под общ. ред. Е. А. Федосова. — Москва : Научно-информ. центр ГосНИИАС, 2008. — 71 с. : ил., табл.; 27 см.
- Бортовые системы управления боевыми режимами современных и перспективных самолётов : (аналитич. обзор по материал. зарубеж. информац. источн.) / Гос. научный центр Российской Федерации Гос. научно-исслед. ин-т авиационных систем (ФГУП «ГосНИИАС»), Научно-информационный центр; под общ. ред. Е. А. Федосова; сост. В. Ф. Грибков. — Москва : НИЦ ГосНИИАС, 2009-. — 26 см.
- Воздухоплавательные летательные аппараты : аналитич. обзор по материал. зарубеж. информац. источн. / ФГУП «ГосНИИАС», Науч.-информ. центр; под ред. Е. А. Федосова; сост.: В. И. Арчаков, В. А. Потапов. — Москва : ГосНИИАС, 2012. — 75, [1] с. : цв. ил.; 26 см.
- Авиасалон «Фарнборо-2012» : (аналитич. обзор по материал. зарубеж. информац. источн.) / ФГУП «ГосНИИАС», Науч.-информ. центр; под общ. ред. Е. А. Федосова. — Москва : ГосНИИАС, 2013. — 129, [1] с. : табл., цв. ил.; 26 см.
- Истребители 5-го поколения США и Китая — боевые авиакомплексы взаимных угроз в новой геостратегии США на тихоокеанском театре военных действий : (аналитич. обзор по материал. зарубеж. информац. источн.) / ФГУП «ГосНИИАС», ФГУП «ЦАГИ», ФГУП «ЦИАМ»; под общ. ред. Е. А. Федосова. — Москва : [б. и.], 2015. — 301 с. : ил., табл., цв. ил.; 26 см.
- Высокоточные бомбы малого калибра SDB (США) : (аналитич. обзор по материал. зарубеж. информац. источн.) / ФГУП «ГосНИИАС», Научно-информационный центр; сост.: В. Н. Белкин [и др.]; под общ. ред. Е. А. Федосова. — Москва : ГосНИИАС, 2016. — 113 с. : табл., цв. ил.; 26 см.
- Гиперзвуковые технологии как средства реализации США концепции «Быстрого глобального удара» : (аналитич. обзор по материал. зарубеж. информац. источн.) / В. А. Стефанов, А. М. Жеребин, В. И. Арчаков [и др.]; под общ. ред. акад. РАН Е. А. Федосова; ФГУП "ГосНИИАС, Научно-информационный центр; под общ. ред. акад. РАН Е. А. Федосова. — Москва : ГосНИИАС, 2018. — 193 с. : ил.; 26 см; ISBN 978-5-98771-021-0 : 300 экз.
- О доминировании высокоточного оружия большой дальности США и Европы в будущих боевых операциях : (аналитич. обзор по материал. зарубеж. информац. источн.) / В. А. Стефанов, В. А. Чабанов, В. Н. Белкин, И. Р. Смирнова; под общ. ред. акад. РАН Е. А. Федосова; ФГУП «ГосНИИАС», Научно-информационный центр. — Москва : Научно-информационный центр ГосНИИАС, 2018. — 170 с. : табл., цв. ил., табл.; 26 см; ISBN 978-5-98771-022-7 : 300 экз.
- Истребители 5-го поколения F-22A США И J-20 КНР в борьбе за воздушное превосходство на тихоокеанском ТВД : Аналитич. обзор по материал. зарубеж. информац. источн. / под общ. ред. акад. РАН Е. А. Федосова ; ФГУП "ГосНИИАС, Научно-информационный центр. — Москва : ГосНИИАС, 2019. — 226 с. : ил., цв. ил., табл.; ISBN 978-5-98771-025-8 : 300 экз.
- Современное состояние и развитие авиационных систем разведки и наблюдения : (аналитич. обзор по материал. зарубеж. информац. источн.) / В. И. Арчаков, А. Ф. Михайлов, В. А. Попов, В. А. Чабанов; под общ. ред. акад. РАН Е. А. Федосова; ФГУП «ГосНИИАС», Научно-информационный центр. — Москва : Науч.-информ. центр ГосНИИАС, 2019. — 175 с. : цв. ил.; 26 см; ISBN 978-5-98771-028-9 : 300 экз.
- Беспилотные ЛА как вид авиационной техники в борьбе США за военное превосходство : (аналитич. обзор по материал. зарубеж. информац. источн.) / В. А. Стефанов, А. В. Зайцев, О. С. Титков [и др.]; под общ. ред. акад. РАН Е. А. Федосова; ФГУП «ГосНИИАС», Научно-информационный центр. — Москва : ГосНИИАС, 2019. — 26 см.
- Главный редактор журнала «Известия Российской академии наук. Теория и системы управления»[16].

Историко-биографическая и научно-популярная литература
- Государственный научный центр Российской Федерации-Государственный научно-исследовательский институт авиационных систем : Очерки истории, 1946—1996 гг. : [Сборник] / Под ред. Е. А. Федосова. — М. : ГосНИИАС, 1996. — 391 с. : ил.; 28 см; ISBN (В пер.) (В пер.)
- Е. А. Федосов. Полвека в авиации : Записки академика / Б. В. Панкратов, отв. редактор. — 1. — Москва: Дрофа, 2004. — 400 с. — («Авиация и космонавтика»). — 3000 экз. — ISBN 5710770892.
- Авиация ВВС России и научно-технический прогресс. Боевые комплексы и системы вчера, сегодня, завтра : [монография] / [Д. А. Антонов и др.]; под ред. Е. А. Федосова. — Москва : Дрофа, 2005. — 732, [1] с. : ил.; 24 см. — (Авиация и космонавтика).; ISBN 5-7107-7070-1

### Статьи
- Список публикаций Е. А. Федосова в РИНЦ (elibrary.ru).